# Bodianus anthioides
Bodianus anthioides là một loài cá biển thuộc chi Bodianus trong họ Cá bàng chài. Loài này được mô tả lần đầu tiên vào năm 1832.

## Từ nguyên
Hậu tố oides trong từ định danh theo tiếng Latinh có nghĩa là "giống với", hàm ý đề cập đến hình dạng của loài này giống với các loài thuộc phân họ Anthiinae (trong họ Cá mú).

## Phạm vi phân bố và môi trường sống
Từ Biển Đỏ, B. anthioides được ghi nhận dọc theo bờ biển Đông Phi và trải dài đến Nam Phi, bao gồm Madagascar và một số các đảo quốc, quần đảo trên Ấn Độ Dương, cũng như các rạn san hô vòng ngoài khơi Tây Úc; từ quần đảo Trường Sa (Việt Nam), phạm vi của B. anthioides trải dài về phía đông đến khu vực Tam giác San Hô và hầu hết các đảo quốc thuộc châu Đại Dương (xa nhất là đến quần đảo Line và Tuamotu), ngược lên phía bắc đến vùng biển phía nam Nhật Bản; giới hạn phía nam đến rạn san hô Great Barrier.

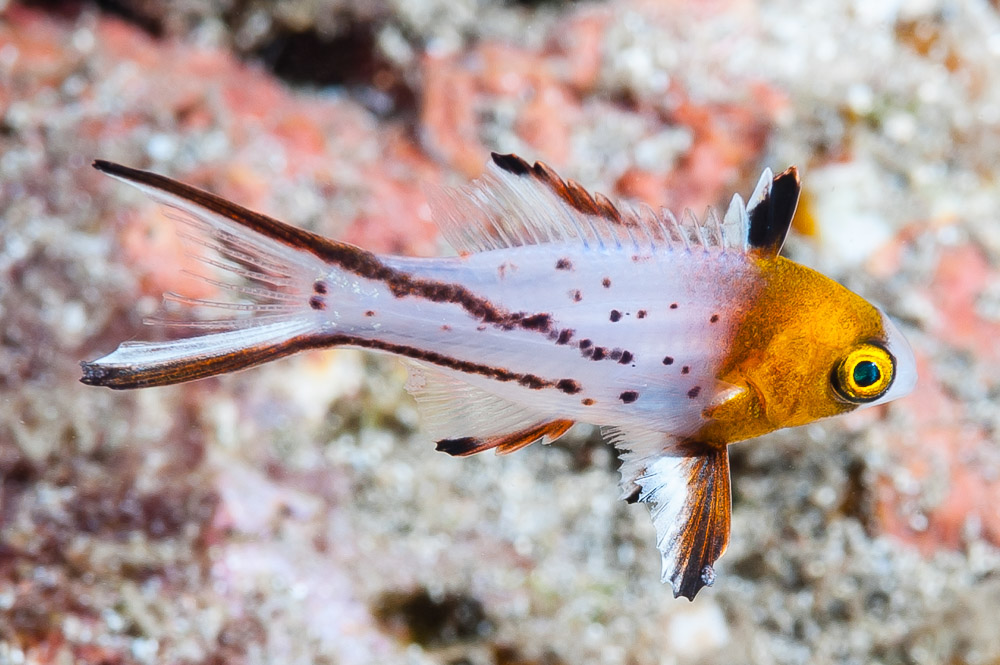
Cá con

B. anthioides sống gần những rạn san hô mềm và san hô đen ở độ sâu khoảng từ 20 đến ít nhất là 60 m; ở Biển Đỏ, cá con của loài này đã được quan sát ở độ sâu chỉ 6 m.

## Mô tả
B. anthioides có chiều dài cơ thể tối đa được ghi nhận là 24 cm. Nửa thân trước của B. anthioides có màu nâu đỏ hoặc nâu da cam, còn nửa thân sau có màu trắng với những vệt đốm nâu. Hai thùy đuôi có dải nâu kéo dài tới gốc vây đuôi. Có một đốm đen ở phía trước của vây lưng.
Số gai ở vây lưng: 12; Số tia vây ở vây lưng: 9–10; Số gai ở vây hậu môn: 3; Số tia vây ở vây hậu môn: 10–12; Số tia vây ở vây ngực: 14–17.

## Sinh thái học
B. anthioides thường sống đơn độc, có khi hợp thành đôi. Cá con có thể đóng vai trò là cá dọn vệ sinh. Thường thì cá dọn vệ sinh sẽ chọn những loài cá lớn hơn để "phục vụ", hiếm khi chọn những loài thủy sinh không xương sống. Tuy nhiên, cá con của B. anthioides đã được quan sát là làm vệ sinh cho huệ biển Lamprometra kluzingeri (đồng nghĩa của Dichrometra palmata) ở Biển Đỏ. B. anthioides cũng được xem là một loài cá cảnh.

### Trích dẫn
- Martin F. Gomon (2006). "A revision of the labrid fish genus Bodianus with descriptions of eight new species" (PDF). Records of the Australian Museum, Supplement. Quyển 30. tr. 1–133. ISSN 0812-7387.